# المحفد (الحيمة الداخلية)

تعديل مصدري - تعديل

المحفد هي إحدى قرى عزلة الأحبوب بمديرية الحيمة الداخلية التابعة لمحافظة صنعاء، بلغ تعداد سكانها 399 نسمة حسب تعداد اليمن لعام 2004.